# Мужская сборная Канады по флорболу
Мужская национальная сборная Канады по флорболу — представляет Канаду на международных соревнованиях по флорболу. Управляющей организацией является Ассоциация флорбола Канады (англ. Floorball Canada).

## Результаты выступлений

### Всемирные игры
| Год       | Победы         | Ничьи          | Поражения      | Место          |
| --------- | -------------- | -------------- | -------------- | -------------- |
| 1997—2017 | не участвовали | не участвовали | не участвовали | не участвовали |
| 2022      | 1              | 0              | 3              | 6              |

### Чемпионаты мира
| Год       | Победы         | Ничьи          | Поражения      | Место          |
| --------- | -------------- | -------------- | -------------- | -------------- |
| 1996—2008 | не участвовали | не участвовали | не участвовали | не участвовали |
| 2010      | 2              | 0              | 3              | 11             |
| 2012      | 2              | 0              | 3              | 13             |
| 2014      | 2              | 0              | 4              | 12             |
| 2016      | 2              | 0              | 4              | 12             |
| 2018      | 2              | 1              | 3              | 11             |
| 2020      | 2              | 0              | 4              | 12             |
| 2022      | 2              | 0              | 4              | 12             |

#### Чемпионаты мира (дивизион C)
| Год  | Победы | Ничьи | Поражения | Место |
| ---- | ------ | ----- | --------- | ----- |
| 2004 | 3      | 0     | 2         | 2     |
| 2006 | 2      | 0     | 3         | 4     |
| 2008 | 4      | 0     | 1         | 3     |